# 超越瞑想を学んだ有名人のリスト
超越瞑想を学んだ有名人のリストでは、超越瞑想を学習した有名人をアルファベット順で並べる。英語版の翻訳であるため、日本人有名人は含まれない。
リストに'は、長年にわたって超越瞑想を続けているか短期間だけ実践していたかは考慮されていない。超越瞑想は、これまでに世界中で500万人の人びとが学んでいるとされているが、実際に行っている人数はもっと少ないと指摘されており、信奉者は300万人ほどともいわれる。
目次
A B C D E F G H I J K L M N O P Q R S T U V W X Y Z

## 実践者

### A
- トシン・アバシ（Tosin Abasi）、ギターリスト[9]
- ポーラ・アブドゥル（Paula Abdul）、シンガー、ダンサー、振付け師[10]
- ジョハリ・アブドゥル・マリク（Johari Abdul-Malik）、イスラム教の牧師[11]
- オマー・アクラム（Omar Akram）、アフガン系アメリカ人のレコーディング・アーティスト[12]
- ルパート・アラソン（Rupert Allason）、軍事歴史家、政治家、作家[13][14]
- ジェニファー・アニストン（Jennifer Aniston）、女優[15]
- ジャド・アパトー（Judd Apatow）、映画制作者[16]
- インディア・アリー（India Arie）、シンガーソングライター[17]
- アーサー・アッシュ（Arthur Ashe）、プロのテニス選手[18]
- ジェーン・アッシャー（Jane Asher）、イギリスの女優、作家、実業家[19]
- ラマニ・アイヤー（Ramani Ayer）、企業の重役[20]

### B
- アンジェロ・バダラメンティ（Angelo Badalamenti）、映画音楽の作曲家[21]
- マイケル・バルザリー（フリー）Michael Balzary (Flea)、ミュージシャン[22][23]
- サラ・バネリジ（Sara Banerji）、作家[24][25]
- セルビー・バクワ（Selby Baqwa）、南アフリカで最初の人民保護者[26]
- ライオネル・バート（Lionel Bart）、作曲家[27]
- マリオ・バターリ（Mario Batali）、料理人[28]
- ベス・ベアーズ（Beth Behrs）、女優[29]
- クリスタ・ベル（Chrysta Bell）、シンガー、モデル[30]
- クリスティン・ベル（Kristen Bell）、女優[31]
- ジョン・G・ベネット（John G. Bennett）、研究者、作家[32]
- イツァク・ベントフ（Itzhak Bentov）、発明家、神秘主義者、作家[33]
- マリサ・ベレンソン（Marisa Berenson model）、モデル、女優[34]
- ロビン・バークリー（Robyn Berkley）、ファッション評論家、ファッション・デザイナー[35]
- ロジャー・バーコビッツ（Roger Berkowitz）、レストラン経営者[36]
- リチャード・ベイマー（Richard Beymer）、俳優[37]
- バディ・ビアンカラナ（Buddy Biancalana）、メジャーリーグの野球選手[38]
- タディ・ブレチャー（Taddy Blecher）、教育関連の起業家[39]
- ハロルド・H・ブルームフィールド（Harold H. Bloomfield）、作家[40]
- マイケル・ブース（Michael Booth）、食物と旅行のライター、ジャーナリスト[41]
- ラリー・ボーワ（Larry Bowa,）、メジャーリーグの野球選手[42]
- ジェニー・ボイド（Jenny Boyd）、ファッション・モデル。パティ・ボイドの妹[19]
- パティ・ボイド（Pattie Boyd）、ファッション・モデル、ジョージ・ハリスンとエリック・クラプトンの前妻[19]
- ラッセル・ブランド（Russell Brand）、コメディアン、俳優、作家[43][44]
- ジェフ・ブリッジス（Jeff Bridges）、俳優、ミュージシャン[45]
- スティーブ・ブリル（Steve Brill）、自然主義者、作家[46]
- ピート・ブロバーグ（Pete Broberg）、メジャーリーグ、野球選手[47]
- ジェリー・ブラウン（Jerry Brown）、カリフォルニアの政治家[48][49]
- コートニー・ブラウン（Courtney Brown）、社会科学者[50]
- チャールズ・ブコウスキー（Charles Bukowski）、詩人、小説家[51]
- ジゼル・ブンチェン（Gisele Bündchen）、モデル[52][53][54]
- マーク・ブン（Mark Bunn）、オーストラリアン・フットボール選手、作家[55]
- ティム・バージェス（Tim Burgess）、ミュージシャン（ザ・シャーラタンズ）[56][57]

### C
- トニー・カルデナス（Tony Cárdenas）、米国の下院議員[58]
- スティーブ・カールトン（Steve Carlton）、メジャーリーグの野球選手[59]
- ウェス・カー（Wes Carr）、オーストラリアのシンガーソングライター[60]
- ジム・キャリー（Jim Carrey）、俳優、コメディアン、映画制作者[61]
- ダニエル・カルアナ（Danielle Caruana）、シンガーソングライター[62]
- ジュディ・カルフェン（Judy Chalfen）、「Action for Children's Television」の共同創立者[63]
- ジョアキン・アルベルト・シサノ（Joaquim Alberto Chissano）、モザンビークの前大統領[64]
- ディーパック・チョプラ（Deepak Chopra）、講演者、作家[65]
- ニック・クレッグ（Nick Clegg）、英国の副首相[66]
- セアラ・コークレイ（Sarah Coakley）、神学者[67]
- リン・コリンズ（Lynn Collins）、女優[68]
- スティーヴン・コリンズ（Stephen Collins）[69]
- ナンシー・クック・デ・ヘレーラ（Nancy Cooke de Herrera）、ファッション専門家、作家[70]
- エレン・コーバイ（Ellen Corby）、女優[71][72]
- リタ・コスビー（Rita Cosby）、テレビ・ジャーナリスト[73]
- キャサリン・E・クールソン（Catherine E. Coulson）、女優[74]
- アンソニー・コックス（Anthony Cox）、映画プロデューサー[75]
- シェリル・クロウ（Sheryl Crow）、シンガーソングライター[76]
- キャンディー・クローリー（Candy Crowley）、ジャーナリスト[77]

### D
- レベッカ・ダ・コスタ（Rebecca Da Costa）、女優[78][79]
- レイ・ダリオ（Ray Dalio）、ヘッジファンドの経営者[80]
- フランクリン・M・デイビス・ジュニア（Franklin M. Davis, Jr）、少将、作家[81]
- ウォルター・デイ（Walter Day）、ツイン・ギャラクシーの創設者[82]
- バーバラ・デ・アンジェリス（Barbara De Angelis）、人間関係コンサルタント、作家[83]
- アシュレイ・ディーンズ（Ashley Deans）、物理学者、教育者[84]
- エレン・デジェネレス（Ellen DeGeneres）、コメディアン、テレビの司会者[85][86]
- ジミー・ドゥメール （Jimmy Demers）、シンガーソングライター[87]
- ダニエル・デネット（Daniel Dennett）、哲学者、認知科学者[88]
- カット・デニングス（Kat Dennings）、女優[89]
- ジョン・デンスモア（John Densmore）、ミュージシャン（ザ・ドアーズ）[90]
- ジョン・デンバー（John Denver）、シンガーソングライター[91][92][93]
- ローラ・ダーン（Laura Dern）、女優、映画監督、プロデューサー[94]
- キャメロン・ディアス（Cameron Diaz）、女優、作家[95][96][97]
- ポール・ディマッティナ（Paul Dimattina）、オーストラリアのフットボール選手[98]
- メイタル・ドーハン（Meital Dohan）、イスラエルの女優[99]
- ドノヴァン（Donovan）、シンガーソングライター、ミュージシャン[100]
- ビル・デューク（Bill Duke）、俳優、映画監督[101]
- ドリス・デューク（Doris Duke）、タバコ王の女性相続者[102]
- レナ・ドゥナム、ライター、ディレクター、女優[103][104][105]

### E
- クリント・イーストウッド（Clint Eastwood）、俳優、映画監督[106][107]
- ロイ・イートン（Roy Eaton）、ピアニスト[108]
- マル・エヴァンズ（Mal Evans）、ビートルズの地方巡業マネージャ[19]

### F
- マリアンヌ・フェイスフル（Marianne Faithfull）、シンガー、女優[109]
- ミア・ファロー（Mia Farrow）、女優[110]
- プルーデンス・ファロー（Prudence Farrow）、映画のプロデューサー[19]
- マリリン・ファーガソン（Marilyn Ferguson）、ライター[111]
- スカイ・フェレイラ（Sky Ferreira）、シンガーソングライター、モデル、女優[112]
- ジェーン・フォンダ（Jane Fonda）、女優、政治活動家、実業家[113]
- ニコラ・フォルミケッティ（Nicola Formichetti）、ファッション・ディレクター[114]
- ベン・フォスター（Ben Foster）、俳優[115]
- スクワイア・フリデル（Squire Fridell）、俳優[116][117]
- リチャード・フリードマン（Richard A. Friedman）、精神科医[118]
- バックミンスター・フラー（Buckminster Fuller）、エンジニア、作家、発明家[119]
- デボラ・リー・ファーネス（Deborra-Lee Furness）、女優[120]

### G
- グレタ・ガルボ（Greta Garbo）、女優[121][122]
- ジェフ・ガーリン（Jeff Garlin）、コメディアン、俳優、ディレクター[123]
- マック・ゲイデン（Mac Gayden）、ミュージシャン、作詞家[124]
- アダム・ゲイナー（Adam Gaynor）、ミュージシャン（元マッチボックス・トゥエンティのメンバー）[29]
- エイリーン・ゲッティ（Aileen Getty）、女相続人、運動家[29]
- ビリー・ギボンズ（Billy Gibbons）、ミュージシャン（ZZトップ）[125]
- ウィリアム・ギブスン（William Gibson）、脚本家、ライター[126]
- リック・ゴーイングス（Rick Goings）、タッパーウェアのCEO[127][128]
- ジェフ・ゴールドブラム（Jeff Goldblum）、俳優[129]
- ナット・ゴールドハーバー（Nat Goldhaber）、投資家、実業家[130]
- ヘザー・グラハム（Heather Graham）、女優[131]
- ジョン・グレイ（John Gray）、作家[132]
- ジュディ・グリア（Judy Greer）、女優、作家[133]
- アーレン・F・グレゴリオ（Arlen F. Gregorio）、政治家[134]
- マーヴ・グリフィン（Merv Griffin）、シンガー、テレビの司会者[135]
- ブルーノ・グロロ（Bruno Grollo）、建設業界の大事業家[136]
- ビル・グロス（Bill Gross）、債券投資家[137]
- ジェリー・グロート（Jerry Grote）、メジャーリーグの野球選手[4][138]

### H
- ジョン・ヘーゲリン（John Hagelin）、粒子物理学者、自然法党の大統領候補者[110]
- ウィリアム・ヘイグ（William Hague）、英国の前外務大臣[139]
- ジョージ・ハミルトン（George Hamilton）、俳優[140]
- ベン・ハーパー（Ben Harper）、シンガーソングライター、ミュージシャン[141]
- ジョージ・ハリスン（George Harrison）、ミュージシャン（ザ・ビートルズ）[19]
- オリビア・ハリスン（Olivia Harrison）、作家、映画制作者、ジョージ・ハリスンの妻[142]
- ジョン・ハーベイ・ジョーンズ（John Harvey-Jones）、企業の重役[143]
- ゴールディ・ホーン（Goldie Hawn）、女優[144]
- ルイーズ・ヘイ（Louise Hay）、作家[145]
- J・C・ヘイワード（J. C. Hayward）、ニュース・キャスター[146]
- ダグ・ヘニング（Doug Henning）、マジシャン[110]
- ジム・ヘンソン（Jim Henson）、操り人形師[147]
- ビル・ヒックス（Bill Hicks）、コメディアン、ミュージシャン[148]
- マイケル・ヒル（Michael Hill）、宝石職人[149]
- クレア・ホフマン（Claire Hoffman）、ジャーナリスト[150]
- ジョシュ・オム（Josh Homme）、ミュージシャン[151]
- ジョン・ホプキンス（Jon Hopkins）、ミュージシャン、レコード制作者[152]
- ポール・ホーン（Paul Horn）、ミュージシャン[19]

### I
- イレーヌ・インガム（Elaine Ingham）、土壌の微生物学者[153]
- シャロン・イズビン（Sharon Isbin）、ミュージシャン[154][155]

### J
- ヒュー・ジャックマン（Hugh Jackman）、俳優[156]
- ミック・ジャガー（Mick Jagger）、ミュージシャン（ローリング・ストーンズ）[157][158]
- ジム・ジェームス（Jim James）、リードボーカル（マイ・モーニング・ジャケット）[159]
- アル・ジャーディン（Al Jardine）、ミュージシャン（ザ・ビーチ・ボーイズ）[160]
- アルフレッド・L・ジェンキンス（Alfred L. Jenkins）、外交官、作家[161]
- ブライアン・ジョセフソン（Brian Josephson）、物理学者、ノーベル賞受賞者[162]

### K
- ミッチ・ケイパー（Mitch Kapor）、ソフトウェアーとインターネットの実業家[163]
- アンディ・カウフマン（Andy Kaufman）、俳優、コメディアン[164]
- ライアン・カヴァノー（Ryan Kavanaugh）、映画プロデューサー[165][166]
- ミランダ・カー（Miranda Kerr）、モデル[167]
- ニコール・キッドマン（Nicole Kidman）、女優、シンガー、映画制作者[168]
- ケビン・キンバリン、司会者[169]
- ツェル・クラヴィンスキー（Zell Kravinsky）、投資家[170]
- レニー・クラヴィッツ（Lenny Kravitz）、シンガーソングライター、レコード・プロデューサー[171]
- ロビー・クリーガー（Robby Krieger）、ミュージシャン（ザ・ドアーズ）[172]
- イーゴリ・クハイブ（Igor Kufayev）、アーティスト[173]

### L
- ジョン・ラ・フェイブ（John La Fave）、政治家[174]
- ロイストン・ラングドン（Royston Langdon）、ミュージシャン（スペースホッグ）[175]
- ベティ・ラヴェット（Bettye LaVette）、シンガーソングライター[76]
- ロイス・リー、「夜の子供達」の創立者[176]
- ペギー・リー（Peggy Lee）、シンガー、女優、作曲家[177][178]
- シンシア・レノン（Cynthia Lennon）、ジョン・レノンの前妻[19]
- ジョン・レノン（John Lennon）、ミュージシャン（ザ・ビートルズ）[19]
- ショーン・レノン（Sean Lennon）、ミュージシャン[179]
- デイヴィッド・レターマン（David Letterman）、コメディアン、トークショーの司会
- ラムゼイ・ルイス（Ramsey Lewis）、作曲家、ミュージシャン[180]
- リッキ・リー（Lykke Li）、シンガーソングライター[181]
- イーライ・リエブ、シンガーソングライター[182]
- チャールス・ロイド（Charles Lloyd）、ミュージシャン[183]
- ダン・ローブ（Dan Loeb）、ヘッジ・ファンドの経営者, hedge fund manager[169]
- ジム・ロンボーグ（Jim Lonborg）、野球選手[184]
- ナンシー・ロンズドルフ（Nancy Lonsdorf）、医師、作家[185]
- マイク・ラブ（Mike Love）、シンガーソングライター、ミュージシャン（ザ・ビーチボーイズ）[65]
- デイジー・ロウ（Daisy Lowe）、モデル、女優[186]
- ジョージ・ルーカス（George Lucas）、映画制作者[187]
- スティーヴ・ルカサー（Steve Lukather）、ミュージシャン（トト）[188]
- デヴィッド・リンチ（David Lynch）、映画監督、アーティスト[189]
- ジェニファー・リンチ（Jennifer Lynch）、映画脚本家、監督[190]

### M
- シャーリー・マクレーン（Shirley MacLaine）、女優、ダンサー、作家[191]
- レオン・マックレーン（Leon MacLaren）、法律家、政治家、哲学者[192]
- シリカル・マディラジュ（Shrikar Madiraju）、映画監督[193]
- マドンナ（Madonna）、シンガーソングライター、女優[171]
- マーティ・マグワイア（Martie Maguire）、ミュージシャン（ディクシー・チックス）[194]
- ナタリイ・メインズ（Natalie Maines）、シンガーソングライター（ディクシー・チックス）[194]
- ケリー・メイズ（Kellee Maize）、ラップ・ミュージシャン、作詞家[195]
- レイ・マンザレク（Ray Manzarek）、ミュージシャン（ザ・ドアーズ）[172]
- ピート・マラビッチ（Pete Maravich）、バスケットボール選手[196][197]
- ヘンリー・マーシュ（Henry Marsh）、ポップ・ミュージシャン、作曲家[198]
- クラウディア・メイソン（Claudia Mason）、モデル、女優[199][200]
- ブレント・メイン（Brent Mayne）、メジャーリーグの野球選手[201]
- ジェイムズ・マッカートニー（James McCartney）、ミュージシャン[202]
- ポール・マッカートニー（Paul McCartney）、ミュージシャン（ザ・ビートルズ）[76]
- ウィリー・マッコビー（Willie McCovey）、メジャーリーグの野球選手[203]
- ローズ・マッゴーワン（Rose McGowan）、女優[204]
- マーシャル・マクルーハン（Marshall McLuhan）、教育家、哲学者[205]
- ピーター・マクウィリアムス（Peter McWilliams）、作家[206]
- エヴァ・メンデス（Eva Mendes）、女優、モデル[207]
- アリッサ・ミラー（Alyssa Miller）、モデル[208][209]
- トム・ミラー（Tom Miller）、ライター、ミュージシャン、パフォーマンス・アーティスト[210]
- ジップ・ミルス（Gyp "Gypsy Dave" Mills）、彫刻家、ソングライター[19]
- モービー（Moby）、ミュージシャン[76]
- メルバ・ムーア（Melba Moore）、シンガー、女優[211]
- メアリー・タイラー・ムーア（Mary Tyler Moore）、女優[212]
- ワーグナー・モウラ（Wagner Moura）、ブラジルの俳優[213]
- ルパート・マードック（Rupert Murdoch）、メディア王[214][215]

### N
- トニー・ネイダー（Tony Nader）、生理学者、研究者[216]
- ジョー・ネイマス（Joe Namath）、プロのフットボール選手[110]
- マルチナ・ナブラチロワ（Martina Navratilova）、テニス・プレーヤー[217]
- リチャード・ノーラン（Richard Nolan）、政治家[218]
- B・J・ノヴァク（B. J. Novak）、俳優、コメディアン[89]

### O
- ソウルダッド・オブライエン（Soledad O'Brien）、アメリカのテレビ局のジャーナリスト[219]
- ロージー・オドネル（Rosie O'Donnell）、女優、コメディアン、作家[220]
- マイク・オールドフィールド（Mike Oldfield）、ミュージシャン、作曲家[221]
- ディヴィッド・オーム・ジョンソン（David Orme-Johnson）、教授、TMの研究者[222]
- メフメット・オズ（Mehmet Oz, surgeon）、外科医、テレビの司会者、作家[223]

### P
- ティム・ペイジ（Tim Page）、音楽評論家[224][225]
- グウィネス・パルトロー（Gwyneth Paltrow）、女優[29]
- ロン・パーカー（Ron Parker）、政治家[226]
- ジェフ・ペックマン（Jeff Peckman）、政治家、UFO研究家[227]
- ケイティ・ペリー（Katy Perry）、シンガーソングライター、女優[228]
- トム・ペティ、ミュージシャン[229]
- ゲーリー・プレーヤー（Gary Player）、プロのゴルフ選手[230]
- プリシラ・プレスリー（Priscilla Presley）、女優[231]

### R
- ジョシュ・ラドナー、俳優、映画ディレクター、映画脚本家[232]
- ルネ・ランコート（Rene Rancourt）、シンガー[233]
- ナンシー・レッド（Nancy Redd）、ハフホスト・ライブの司会者[234]
- バート・レイノルズ（Burt Reynolds）、俳優[235]
- ビル・ロビンソン（アウトフィルダー）Bill Robinson (outfielder、メジャーリーグの野球選手[236]
- スモーキー・ロビンソン（Smokey Robinson）、シンガーソングライター[237][238]
- ヌリエル・ルビーニ、経済学者[239][240]
- ジルマ・ルセフ（Dilma Rousseff）、ブラジル大統領[241]
- ノーマン・E・ローゼンタール（Norman E. Rosenthal）、心理学者、研究者、作家[242]
- ジョナサン・ローソン（Jonathan Rowson）、チェスの名人[243]
- リック・ルービン（Rick Rubin）、レコード・プロデューサー、コルンバ・レコードの共同経営者[171]
- ピーター・ラッセル（Peter Russell）、作家、映画プロデューサー[244]

### S
- シェリ・サラダ（Sheri Salata）、OWN共同経営者、ハーポ・プロダクション経営者[245]
- サンティゴールド（サンティ・ホワイト）Santigold (Santi White)、ミュージシャン[246][247][248]
- フアン・マヌエル・サントス、コロンビアの大統領[249]
- スーザン・サランドン（Susan Sarandon）、女優[250]
- ヴィダル・サスーン（Vidal Sassoon）、美容師、実業家[251]
- トニー・シュウォーツ（Tony Schwartz）、作家[252]
- マーティン・スコセッシ（Martin Scorsese）、映画監督[253]
- ウィリアム・スクラントン（William Scranton III）、ペンシルベニア州の副知事[254]
- ジェリー・サインフェルド（Jerry Seinfeld）、コメディアン、俳優、作家[76]
- レスリー・ジェーン・セイモア、モアの編集長[255]
- シュリ・シュリ・ラビ・シャンカール（Sri Sri Ravi Shankar）、精神的なリーダー[256]
- ルパート・シェルドレイク（Rupert Sheldrake）、イギリス人の科学者、作家[257]
- ダックス・シェパード（Dax Shepard）、俳優、コメディアン[258]
- スワミ・シャム（Swami Shyam）、精神的なリーダー[259]
- キモラ・リー・シモンズ（Kimora Lee Simmons）、ファッションモデル、実業家[260]
- ラッセル・シモンズ（Russell Simmons）、企業家[261]
- マット・スキバ（Matt Skiba）、ミュージシャン（アルカライン・トリオ）[262]
- ジェフリー・M・スミス（Jeffrey M. Smith）、運動家[263][264]
- アンドルー・ロス・ソーキン（Andrew Ross Sorkin）、ジャーナリスト、作家[265]
- ウィリー・スタージェル（Willie Stargell）、メジャーリーグの野球選手[230]
- モーリン・コックス（Maureen Starkey）、リンゴ・スターの最初の妻[19]
- リンゴ・スター（Ringo Starr）、ミュージシャン（ザ・ビートルズ）[266]
- ジョージ・ステファノプロス（George Stephanopoulos）、ニュースキャスター、政治顧問[267]
- アリ・ステファンズ（Ali Stephens）、モデル[268]
- ハワード・スターン（Howard Stern）、ラジオのタレント、俳優、作家[76]
- ベス・オストロスキー・スターン（Beth Ostrosky Stern）、テレビのタレント、女優、モデル[269]
- ナタリー・スチュワート（Natalie Stewart）、シンガーソングライター[270]
- スティング（Sting）、ミュージシャン[271]
- アンドリュー・サリバン（Andrew Sullivan）、作家、編集者、政治評論家[272]

### T
- サム・テイラー・ウッド（Sam Taylor-Wood）、映画のプロデューサー、写真家[273]
- クリストス・トレラ（Christos Tolera）、ミュージシャン、アーティスト[274]
- マイク・トンプキンス（Mike Tompkins）、政治家（自然法則党）[275]
- リブ・タイラー（Liv Tyler）、女優[276]

### U
- デル・ウンザー（Del Unser）、メジャーリーグの野球選手[277]

### V
- スティーヴ・ヴァイ（Steve Vai）、ギターリスト、作曲家[278]
- エディ・ヴェダー（Eddie Vedder）、ミュージシャン（パール・ジャム）[76]
- カート・ヴォネガット（Kurt Vonnegut）、作家[279]

### W
- アリス・ウォーカー（Alice Walker）、作家[280]
- ビル・ウォルトン（Bill Walton）、プロのバスケットボールの選手、スポーツ放送アナウンサー[230]
- デイヴィッド・ウェア（David Ware）、ジャズ・ミュージシャン[281][282][283]
- ナオミ・ワッツ（Naomi Watts）、女優[284]
- ディー・ディー・ワイルド（Dee Dee Wilde）、ダンサー（パンズ・ピープル）[285]
- マリアンヌ・ウィリアムソン（Marianne Williamson）、作家、講演者、博愛主義者[286]
- ブライアン・ウィルソン（Brian Wilson）、ミュージシャン（ザ・ビーチボーイズ）[287]
- デニス・ウィルソン（Dennis Wilson）、ミュージシャン（ザ・ビーチボーイズ）[288]
- オプラ・ウィンフリー（Oprah Winfrey）、アメリカのメディア経営者、トークショーの司会者[289][290][291]
- ジェイムズ・ウォルコット（James Wolcott）、ジャーナリスト[292]
- スティーヴィー・ワンダー（Stevie Wonder）、シンガーソングライター、プロデューサー、ミュージシャン、運動家[293]
- C・V・ウッド（C.V. Wood）、ディズニーランドのチーフ・ディベロッパー[294]
- ジム・ライト（Jim Wright）、アメリカの下院議員、ザ・ハウスの演説者[295]
- シリータ・ライト（Syreeta Wright）、シンガーソングライター[296]

### Z
- エフレム・ジンバリスト・ジュニア（Efrem Zimbalist, Jr）、俳優[297]
- ラケル・ジマーマン（Raquel Zimmermann）、モデル[298]
- バリー・ジト（Barry Zito）、メジャーリーグの野球選手[299]
- イタロ・ズッケーリ（Italo Zucchelli）、イタリアのファッション・デザイナー[300]